# Czesław Jezierski
Czesław Florian Jezierski (ur. 29 listopada 1939 r. w Jeziorach) – doktor rehabilitacji, fizjoterapeuta, nauczyciel akademicki. 
Przez 34 lata kierował Zakładem Rehabilitacji w Okręgowym Szpitalu Kolejowym we Wrocławiu. Ponadto wykładał fizjoterapię w Medycznym Studium Fizjoterapii a następnie na Wydziale Rehabilitacji Akademii Wychowania Fizycznego. Jest pionierem praktycznego zastosowania krioterapii (kriostymulacji, tj. leczenia zimnem) w Polsce. W 1983 roku przez kilka miesięcy był pierwszym i jedynym w Polsce fizjoterapeutą wykonującym osobiście te zabiegi. Obecnie przekazuje wiedzę i swoje doświadczenia studentom Wyższej Szkoły Fizjoterapii we Wrocławiu.
W latach osiemdziesiątych wybrany został Przewodniczącym Komisji Zakładowej NSZZ Solidarność w Okręgowym Szpitalu Kolejowym, a następnie członkiem Zarządu Regionu i delegatem na I Krajowy Zjazd NSZZ Solidarność w Gdańsku w 1981 roku.
Działał w wielu towarzystwach naukowych, pełniąc różne funkcje w ich najwyższych gremiach. Między innymi, dwie kadencje (1981 - 1988) był członkiem Zarządu Głównego Sekcji Fizjoterapii Polskiego Towarzystwa Walki z Kalectwem. Był jednym z założycieli Polskiego Towarzystwa Fizjoterapii, członkiem Zarządu Głównego kilku kadencji, a w latach 1991-95 prezesem tego Towarzystwa. Był członkiem Zarządu Głównego Polskiego Towarzystwa Rehabilitacji. W Zarządzie Głównym Polskiego Stowarzyszenia Kriomedycznego pełnił obowiązki sekretarza. W 2007 roku Polskie Towarzystwo Fizjoterapii nadało mu tytuł Członka Honorowego.